# Ralph Hamilton
Ralph Albert Hamilton (Grandview, Iowa, 10 de junio de 1921-3 de junio de 1983) fue un jugador de baloncesto estadounidense que disputó una temporadas en la BAA, además de jugar en la NBL y la NPBL. Con 1,85 metros de estatura, jugaba en la posición de escolta.

## Trayectoria deportiva

### Universidad
Jugó durante tres temporadas con los Hoosiers de la Universidad de Indiana, interrumpidas durante tres años por el servicio militar cumplido en la Segunda Guerra Mundial. En la única temporada que disputó a su regreso, fue elegido en el mejor quinteto de la Big Ten y en el primer equipo consensuado All-American, batiendo el récord de su universidad de anotación en un partido, tras conseguir 31 puntos ante Iowa en 1943, que se mantuvo durante nueve años.

### Profesional
Comenzó su andadura profesional en 1947 en los Fort Wayne Pistons, jugando una temporada en la NBL y al año siguiente en la BAA, donde promedió 4,2 puntos por partido, hasta que fue traspasado junto con Walt Kirk y Blackie Towery a los Indianapolis Jets a cambio de Bruce Hale y John Mahnken. Allí acabó la temporada, promediando 6,5 puntos y 2,1 asistencias por partido.
Jugó una temporada más antes de retirarse en los Kansas City Hi-Spots de la NPBL, en la que promedió 7,3 puntos por partido.

#### Estadísticas en la BAA

##### Temporada regular
| Temporada | Edad | Equipo             | Liga | P  | TC  | TCA  | %TC  | TL  | TLA | %TL  | ASIS | FP  | PTS |
| 1948-49   | 27   | TOTAL              | BAA  | 48 | 2.4 | 9.3  | .255 | 1.3 | 1.9 | .670 | 1.7  | 1.4 | 6.0 |
| 1948-49   | 27   | Fort Wayne Pistons | BAA  | 10 | 1.6 | 6.6  | .242 | 1.0 | 1.3 | .769 | 0.3  | 1.0 | 4.2 |
| 1948-49   | 27   | Indianapolis Jets  | BAA  | 38 | 2.6 | 10.0 | .257 | 1.3 | 2.1 | .654 | 2.1  | 1.5 | 6.5 |
| Total     |      |                    | BAA  | 48 | 2.4 | 9.3  | .255 | 1.3 | 1.9 | .670 | 1.7  | 1.4 | 6.0 |